# Klęcinko
Klęcinko (kaszb. Klãcënkò, niem. Neu Klenzin) – kolonia kaszubska w Polsce położona w województwie pomorskim, w powiecie słupskim, w gminie Główczyce przy drodze wojewódzkiej nr . Wieś wchodzi w skład sołectwa Główczyce.
W latach 1975–1998 miejscowość administracyjnie należała do województwa słupskiego.

## Nazwa
Nazwa miejscowości jest tzw. chrztem nazewniczym i ma charakter pseudotopograficzny-relacyjny. Powstała przez zdrobnienie nazwy sąsiedniej miejscowości Klęcino przy pomocy formantu -k-. Pierwotna niemiecka nazwa Neu Klenzin ma charakter topograficzny-relacyjny i jest przeniesiona z nazwy sąsiedniej miejscowości Klenzin „Klęcino” z wyróżnikiem neu „nowy”.
Rada Języka Kaszubskiego proponuje opartą na polskiej kaszubską formę nazwy Klãcënkò.